# Wilhelm von Bismarck-Briest

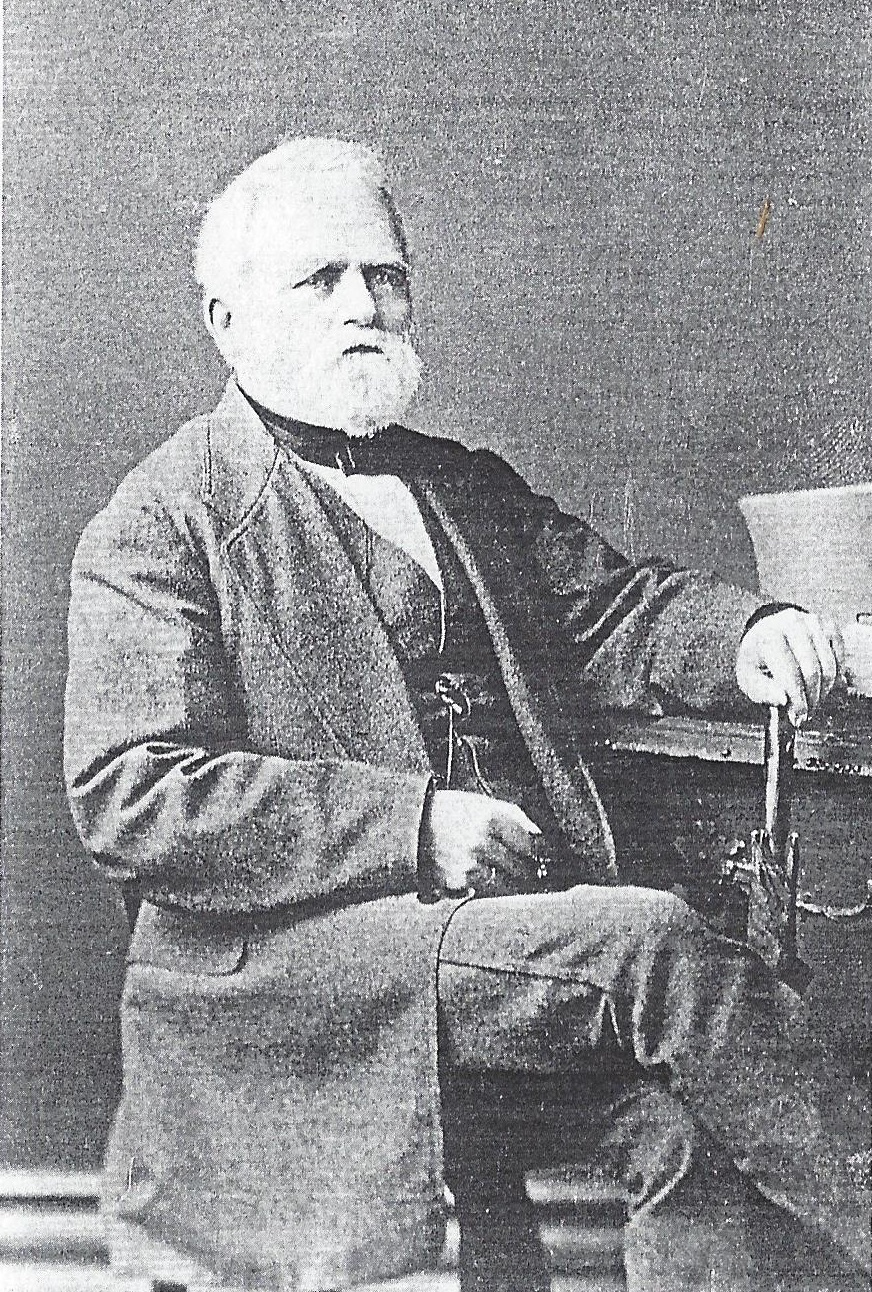
Wilhelm von Bismarck-Briest

Wilhelm August Albert Ludwig von Bismarck, allgemein bekannt als Wilhelm von Bismarck-Briest (* 20. Dezember 1803 in Potsdam; † 14. März 1877 in Karlsbad), war ein deutscher Politiker. Er saß im Preußischen Abgeordnetenhaus und im Reichstag.

## Herkunft
Er war der Sohn des preußischen Regierungspräsidenten Levin Friedrich von Bismarck, Gutsherr auf Briest, Welle und Grävenitz in der Altmark, Domherr zu Halberstadt und Rechtsritter des Johanniterordens, und dessen erster Ehefrau Charlotte von Rauch, Tochter des preußischen Generalmajors Bonaventura von Rauch und dessen Ehefrau Johanna geborene Bandel. Wilhelm von Bismarck verlor früh seine Mutter. Sie  starb 1807 an den Folgen einer Ansteckung mit Flecktyphus bei der Pflege verwundeter Soldaten in Berlin.

## Leben und Wirken
Bismarck besuchte von 1820 bis zum Abitur 1823 die Ritterakademie in Dom Brandenburg und studierte Rechtswissenschaft an der Friedrich-Wilhelms-Universität zu Berlin und der Rheinischen Friedrich-Wilhelms-Universität Bonn. Während dieser Zeit unternahm er 1825 eine Harzreise, deren Tagebuch erhalten ist. 1826 wurde er Mitglied des Corps Borussia Bonn. Bismarck-Briest schlug zunächst die Verwaltungslaufbahn ein und war zuletzt Regierungsassessor. Schließlich wurde er aber Rittergutsbesitzer in Briest und Welle im Kreis Stendal. Weiterhin war er Deichhauptmann für die westliche Elbseite von Tangermünde bis Kehnert, Mitbegründer des landwirtschaftlichen Vereins von Stendal und desgleichen der ständischen Sparkasse der Altmark. Auch setzte er sich für die sozial schwachen Mitbürger ein, u. a. durch die Gründung des Johanniterkrankenhauses in Stendal. Bereits 1844 wurde Bismarck-Briest Ehrenritter im Johanniterorden und Mitglied der Provinzialgenossenschaft Brandenburg.
Seine politische Karriere begann, nachdem er sich als Rittergutsbesitzer niedergelassen hatte und in den Provinziallandtag der Provinz Brandenburg einzog. 1840 war er Mitglied des Huldigungslandtags und 1847 des Vereinigten Landtags. Er war seit 1849 Mitglied der ersten preußischen Kammer des Landtages und von 1849 bis 1855 Mitglied der II. preußischen Kammer. 1855 wurde er im Wahlkreis Magdeburg 3 in das Preußische Abgeordnetenhaus gewählt und blieb dort Mitglied bis 1870. Bis 1861 war er Fraktionsmitglied im Centrum und zählte sich danach zu den Konservativen.
Bismarck-Briest war 1850 Mitglied des Volkshauses des Erfurter Unionsparlaments. Er war gewählter Abgeordneter des 3. Wahlbezirks der Provinz Sachsen (Osterburg, Stendal) und gehörte der Fraktion Klemme an. Im Jahr 1867 wurde Wilhelm von Bismarck-Briest in den Konstituierenden Reichstag und den Reichstag (Norddeutscher Bund) gewählt. sowie 1871 bis 1874 in den Reichstag. Dorthin wurde er vom Wahlkreis 2 Magdeburg (Stendal-Osterburg) entsandt. Im Reichstag (Deutsches Kaiserreich) gehörte er den Konservativen an.

## Familie
Bismarck heiratete in erster Ehe am 24. September 1829 in Angern die aus erster Ehe verwitwete Gräfin Wilhelmine von der Schulenburg (* 17. Januar 1804 auf Gut Angern; † 3. Oktober 1844 auf Gut Briest), die Tochter des ersten preußischen Regierungspräsidenten zu Magdeburg Grafen Friedrich von der Schulenburg, Gutsherr auf Angern, und der Henriette Rohtt von und zu Holzschwang. In zweiter Ehe heiratete Bismarck am 23. April 1846 in Stettin Marie von Flotow (* 23. April 1823 in Erfurt; † 2. Mai 1889 in Bad Oeynhausen), die Tochter des preußischen Generalmajors Karl Friedrich von Flotow und der Auguste Freiin von Cramm. Aus beiden Ehen hatte Bismarck zusammen neun Söhne und vier Töchter. Mit seinem Zeitgenossen, dem Reichskanzler Otto von Bismarck, war er sehr entfernt verwandt. Beide stammten aus unterschiedlichen Linien des Adelsgeschlechts Bismarck, ihr gemeinsamer Vorfahr lebte im 16. Jahrhundert.
Gutserben und Fideikommissherren auf Briest und auf Welle wurde sein Sohn Ludolf (1834–1924) und dann der Enkel Wilhelm (1867–1935) und deren weitere Nachfahren.